# 1979年匹茲堡海盜隊球季
1979年匹茲堡海盜隊的球季拿下98勝64敗，以兩場勝差擊敗蒙特婁博覽會隊奪得國家聯盟東區龍頭。隨後海盜隊在國家聯盟冠軍賽中擊敗辛辛那提紅人隊，奪得隊史第九座國聯冠軍，之後更於世界大賽中打敗巴爾的摩金鶯隊，拿下隊史第五座世界大賽冠軍，而這座冠軍也是海盜隊至今最後一次在季後賽中勝出。海盜隊選了斯萊吉姊妹演唱的迪斯可暢銷曲「我們是一家」，作為他們該季的主題曲。

## 註腳
1. ↑  1882年－1906年間，海盜隊曾於賓州亞利加尼縣比賽，後來當地於1907年併入匹茲堡北側（英语：North Side (Pittsburgh)）。
2. ↑  . pennlive.com. 2019-07-21  [2019-08-09]. （原始内容存档于2022-08-12） （美国英语）.